# Broomhill
Broomhill var en civil parish fram till 1956 när den uppgick i Camber i grevskapet East Sussex i England. Civil parish var belägen 6 km från Rye och hade 259 invånare år 1951.